# Речной остров

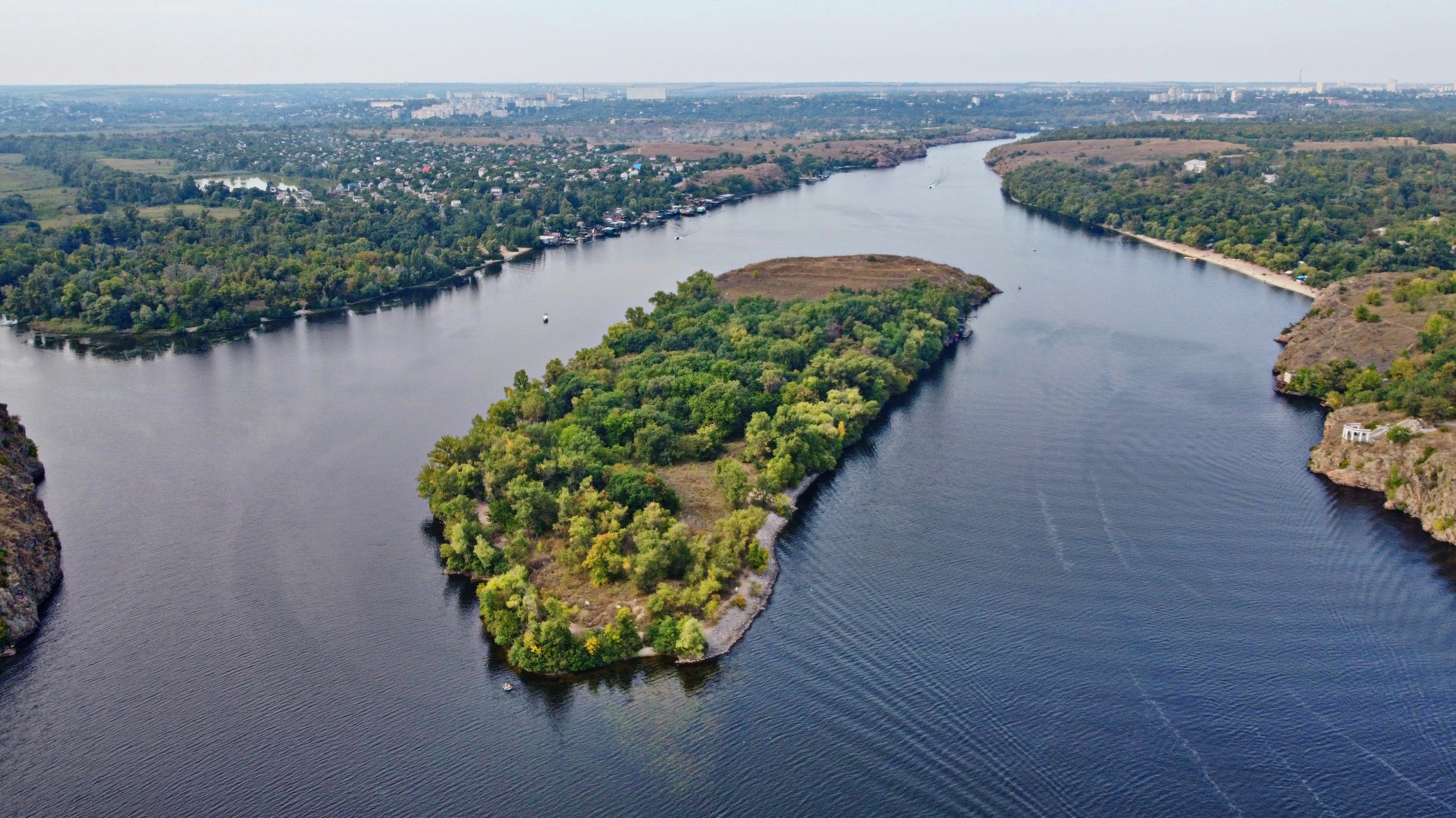
Остров Малая Хортица в русле Старого Днепра

Речной остров — островной участок суши, окружённый речными потоками. Это одна из форм рельефа, относящихся к категории флювиальных, то есть созданных вследствие геологического действия временных или постоянных водотоков.

## Описание
Выделяют 4 типа речных островов:
1. Русловые острова, образующиеся в речном русле в результате аккумуляции наносов. Русловой остров свойственен типу русловых процессов, называемому русловой многорукавностью. К ним относят отторженные побочни, сформированные побочневым процессом, острова-осерёдки, созданные осередковым процессом, и отторженные пляжи, возникшие вследствие свободного и незавершённого меандрирования.
2. Пойменные острова образуются в результате формирования на пойме дополнительного речного русла (незавершённое меандрирование).
3. Острова вытаивания образуются в результате отделения участков поймы вследствие неравномерного вытаивания вечномёрзлых грунтов.
4. Острова-останцы, образованные в основе коренными породами.

Крупнейший остров, окружённый пресной водой, — Маражо в Бразилии, расположенный в дельте Амазонки, но он частично (в его северо-восточной части) омывается Атлантическим океаном. Крупнейшим островом мира, полностью окружённым рекой, является другой бразильский остров — Бананал на реке Арагуае.
К числу наиболее населённых речных островов в мире относятся Монреаль, Манхэттен и Чунминдао; в России — Васильевский остров и остров, на котором расположен город Нефтеюганск.

## Некоторые причины формирования речных островов
Образованию островов в реке способствуют: 
- с одной стороны, увеличение её водности и ширины, поскольку в этом случае повышается вероятность возникновения в потоке нескольких динамических осей и зон между ними, где начинается накопление наносов;
- с другой стороны, заметное уменьшение транспортирующей способности — падение скоростей течения и уменьшение уклона потока, например при выходе реки из горного массива на равнину, при впадении реки в водоём и образовании дельты и т. д.

Как правило, образование острова в русле реки начинается с осерёдка. Со временем на осерёдке появляется растительность, препятствие для потока увеличивается, и он начинает ещё больше аккумулировать наносы в данном месте. Как и осерёдки, речные острова со временем подвержены смещению вниз по течению потока. О таком их свойстве писал ещё в 1857 году действительный член Петербургской академии наук К. М. Бэр на примере волжских островов.

## Иллюстрации

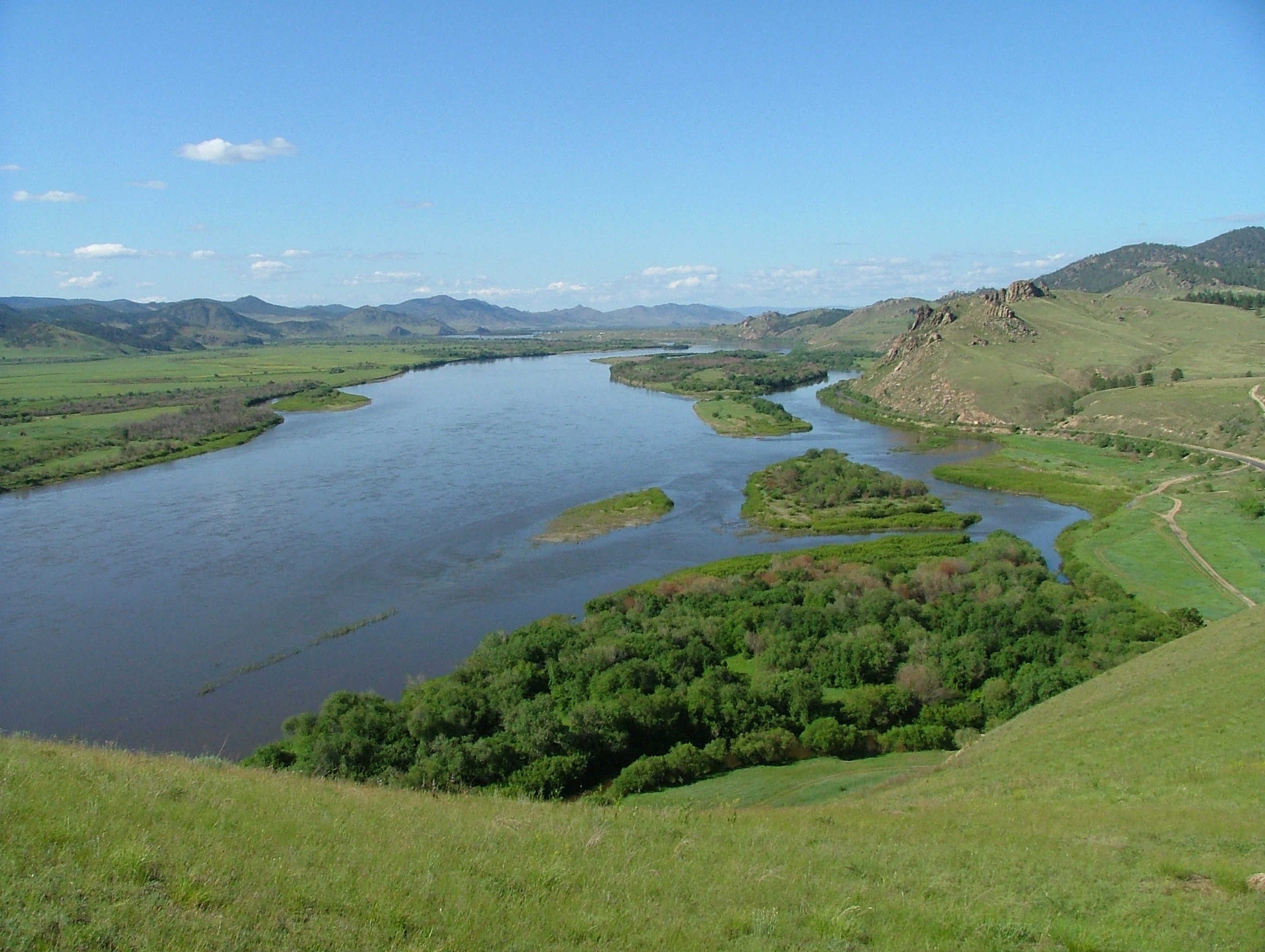
Речные русловые острова на Селенге
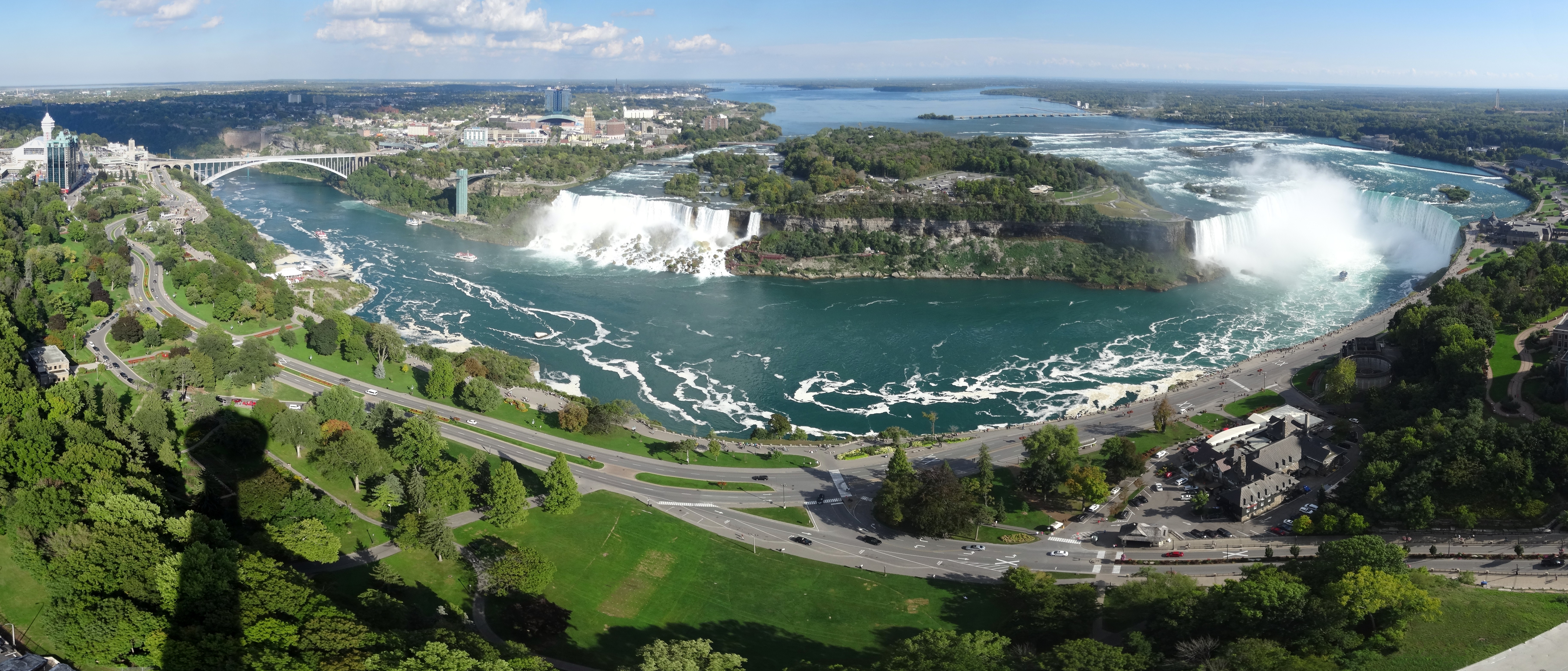
Козий остров (Goat Island) на реке Ниагаре на Ниагарском водопаде
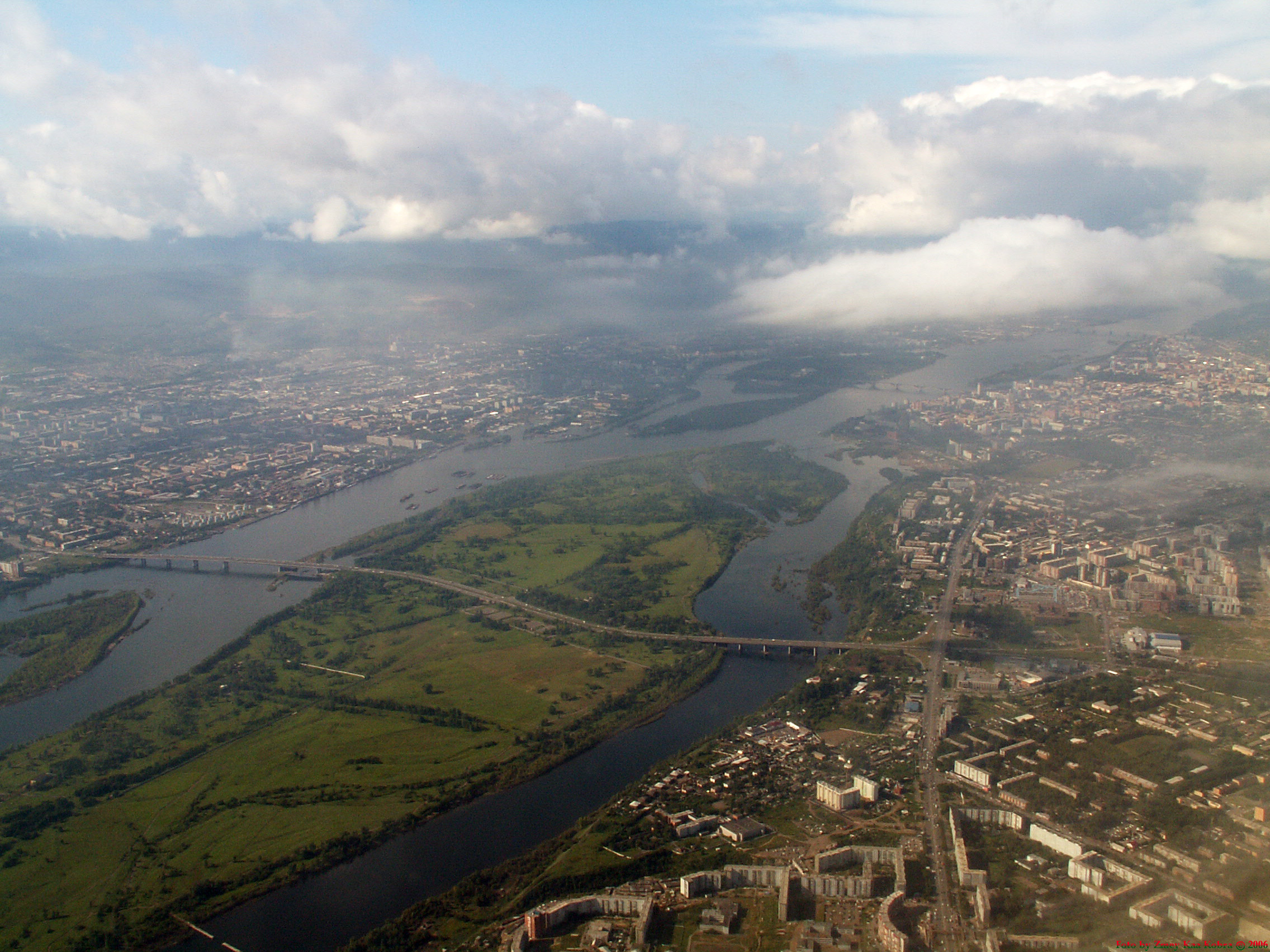
Татышев — самый крупный остров на Енисее в черте Красноярска
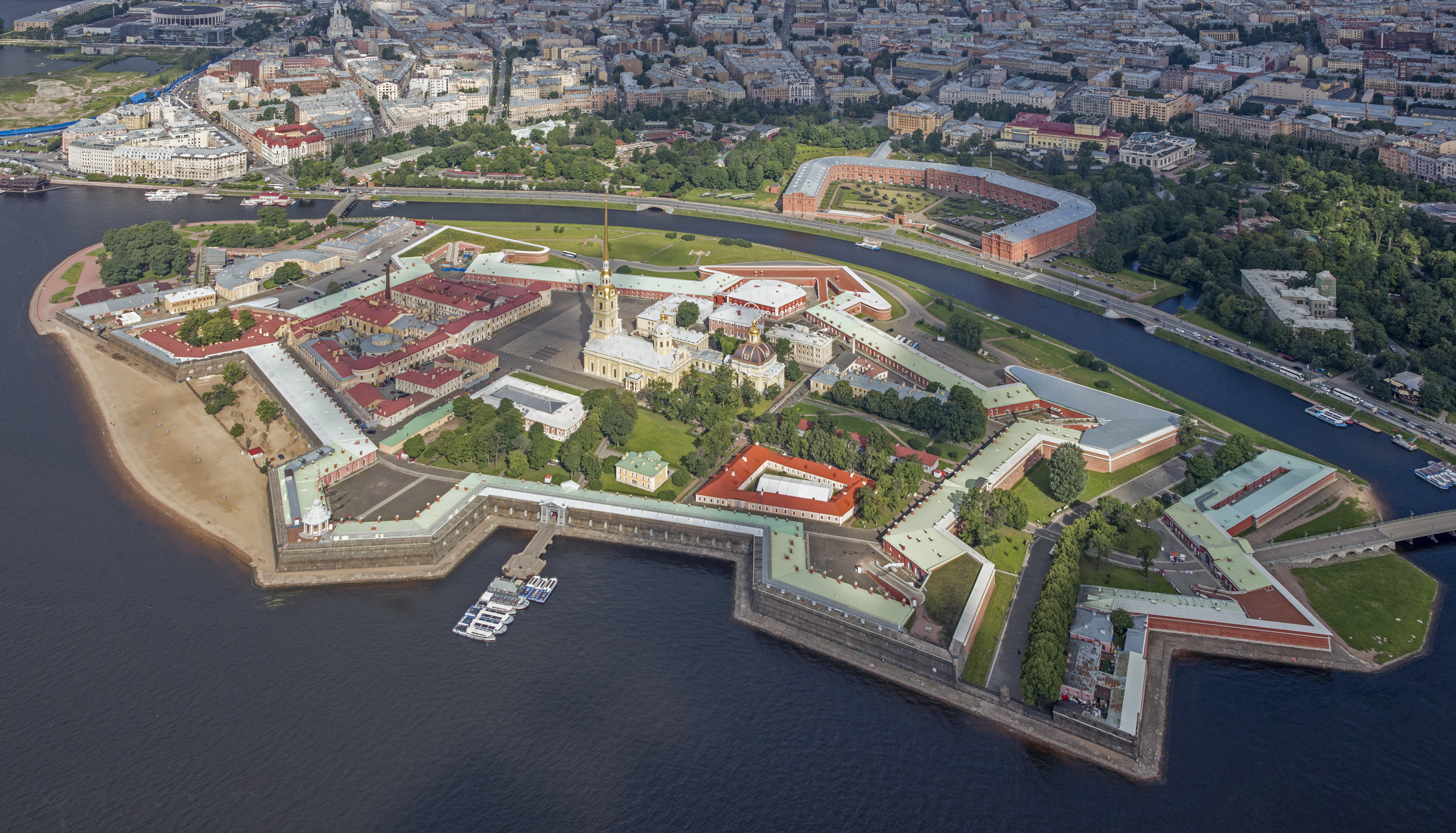
Заячий остров в Санкт-Петербурге в дельте Невы, между Невой и Кронверкским проливом
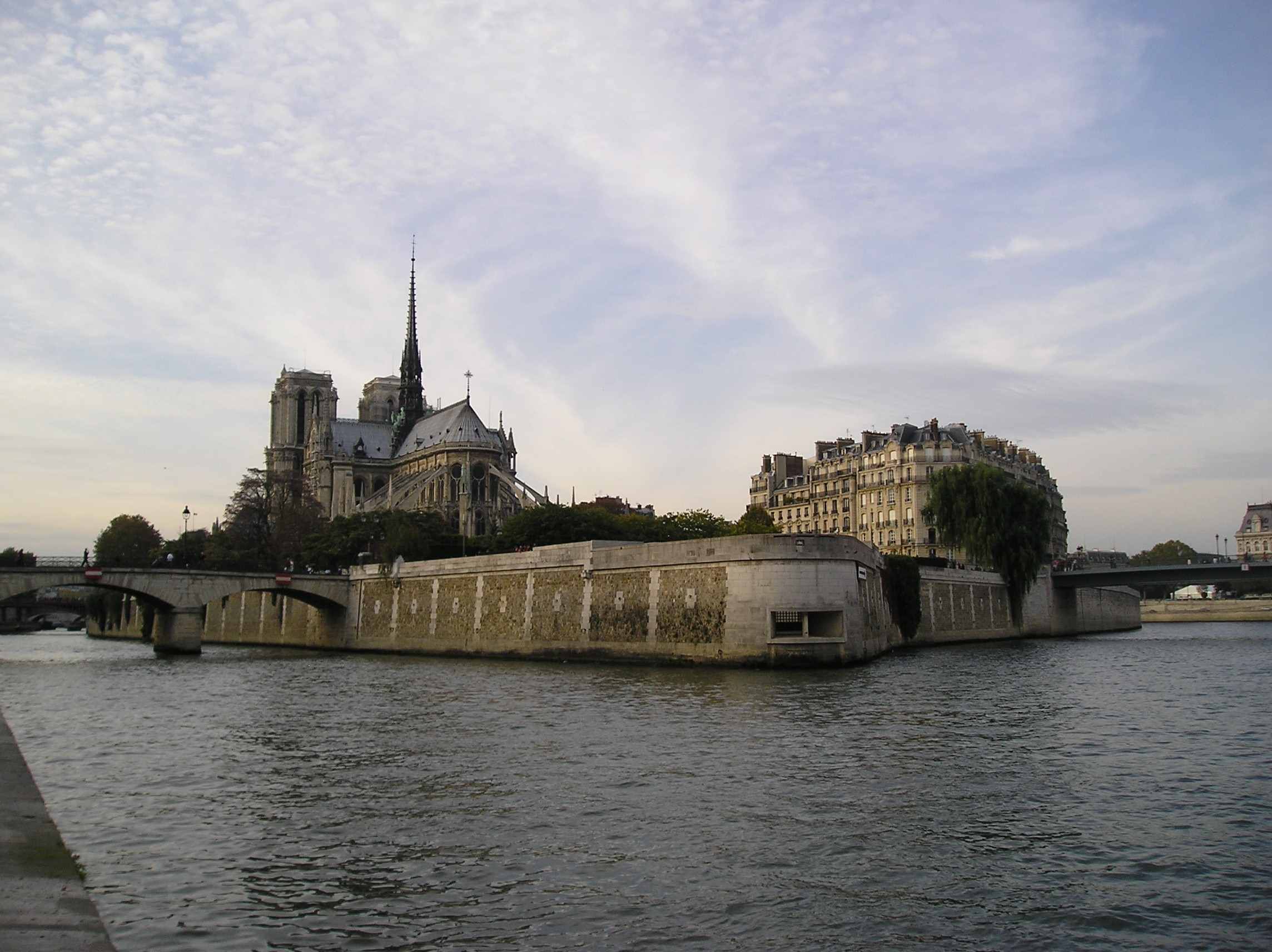
Восточная часть острова Сите на Сене в Париже
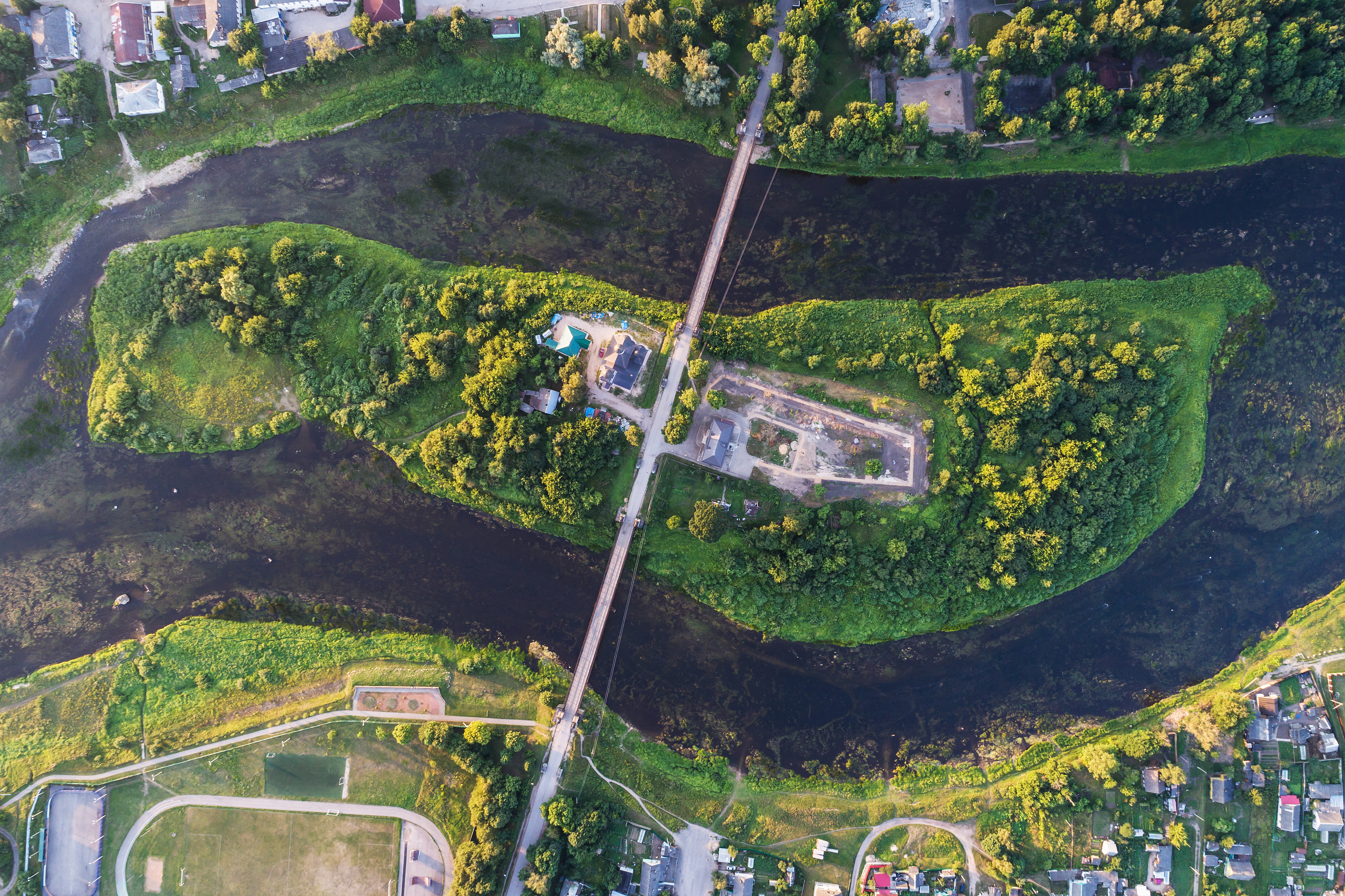
Остров без названия на реке Великой, по которому получил имя город Остров в Псковской области
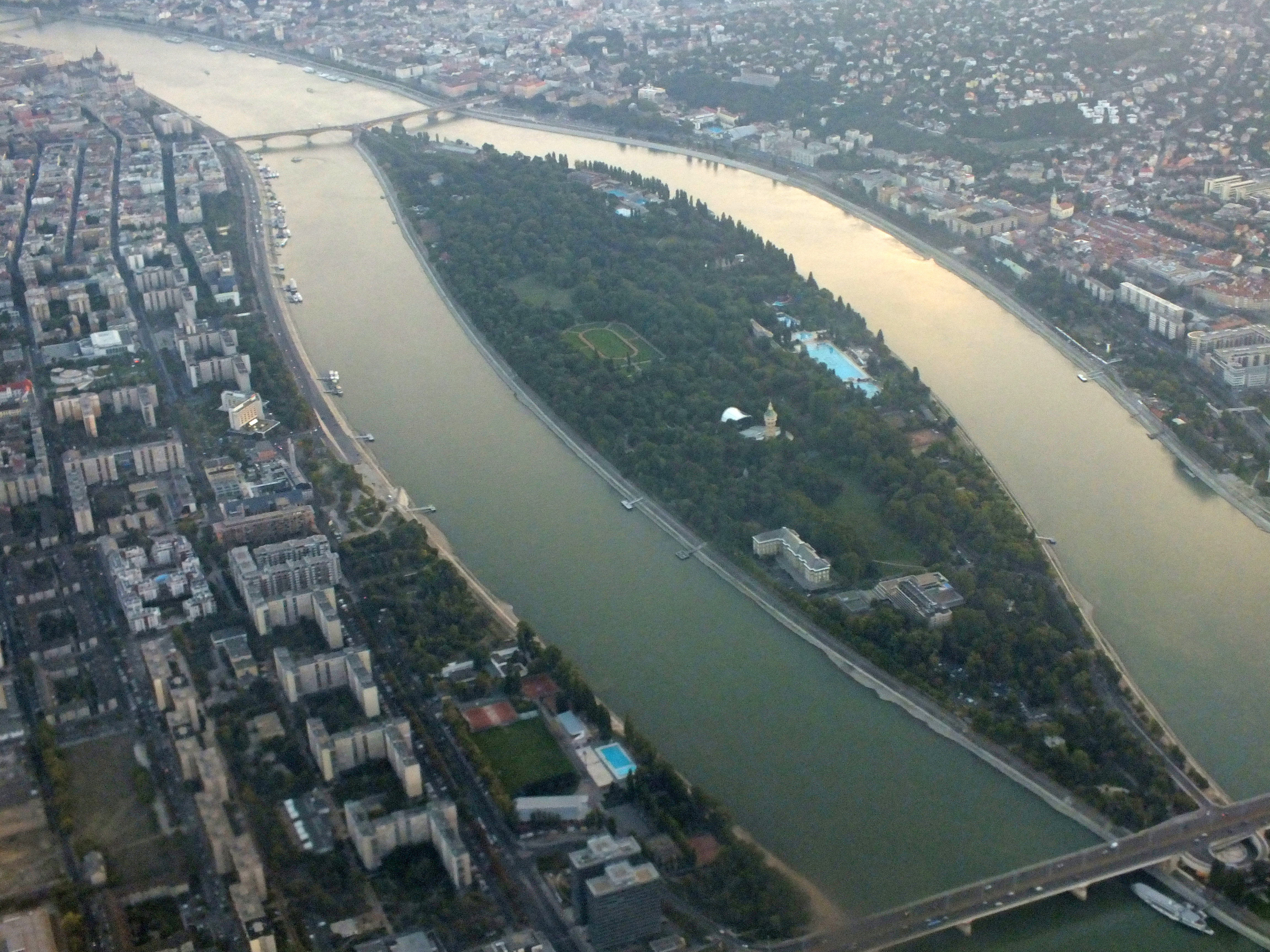
Остров Маргит на Дунае в Будапеште
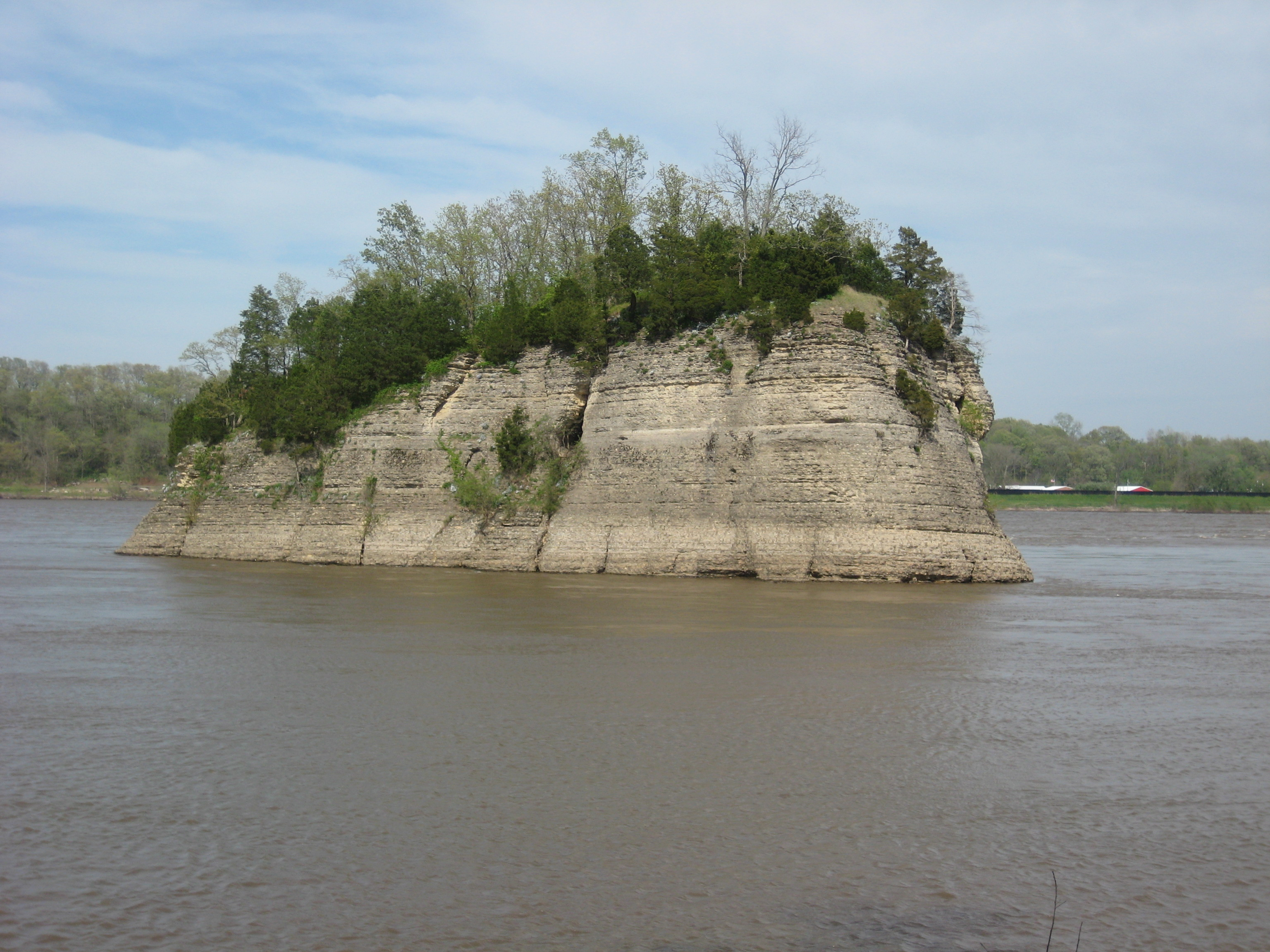
Остров Тауэр Рок (Tower Rock) на Миссури, сложенный коренными породами
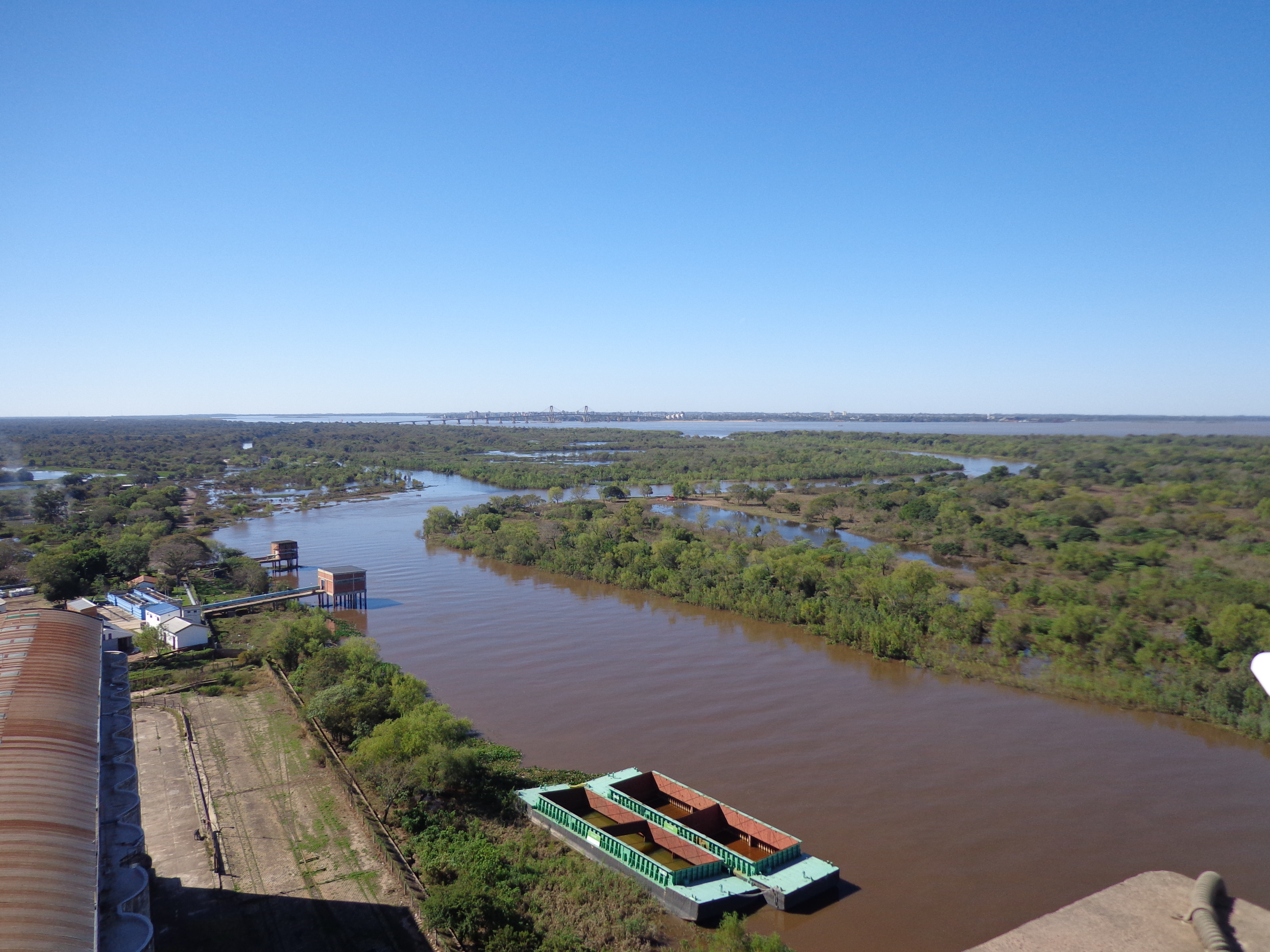
Вид на северную часть острова Санта-Роса в пойме реки Параны (на переднем плане её протока Барранкерас)
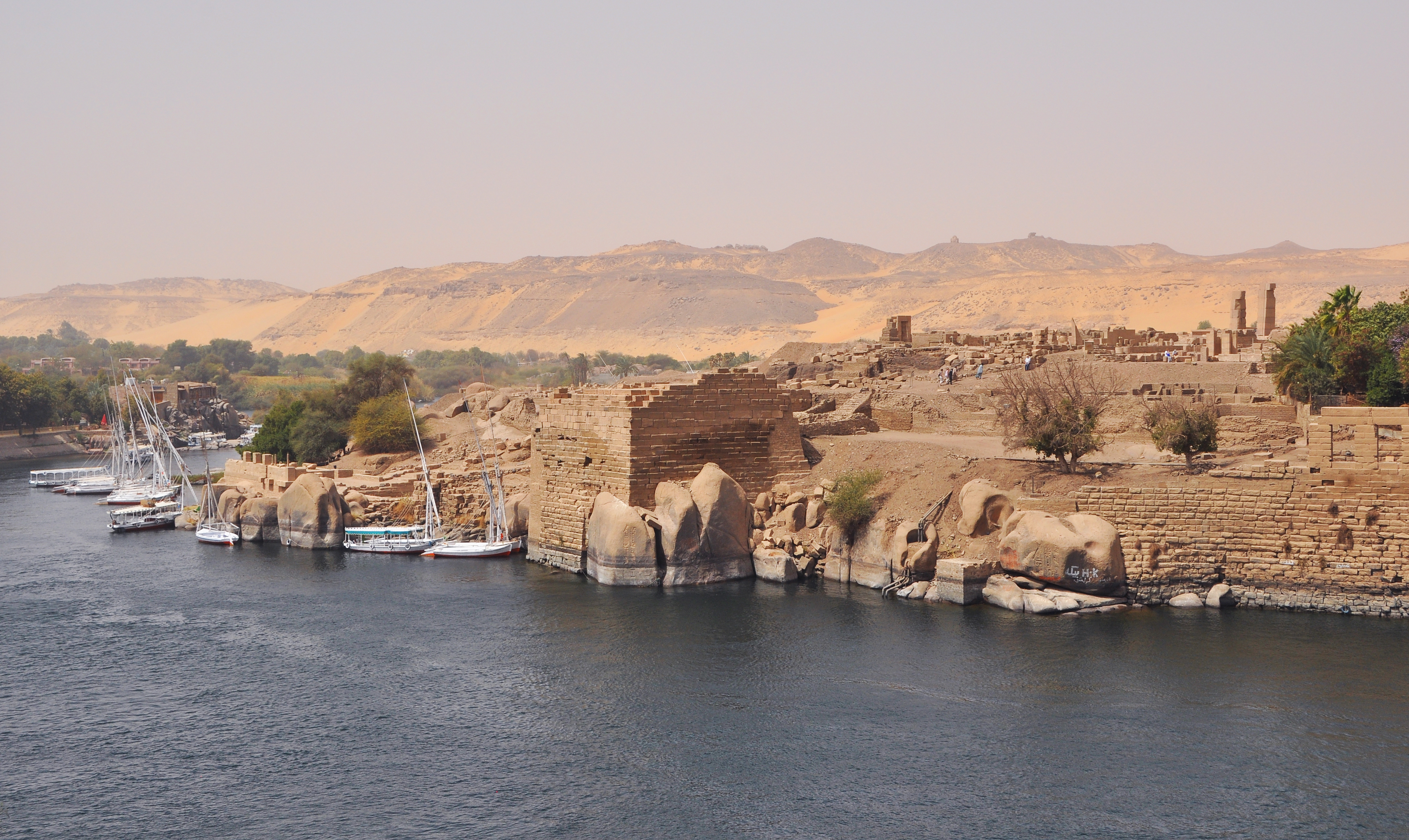
Остров Элефантина (Гезирет-Асуан) на реке Нил в Асуане
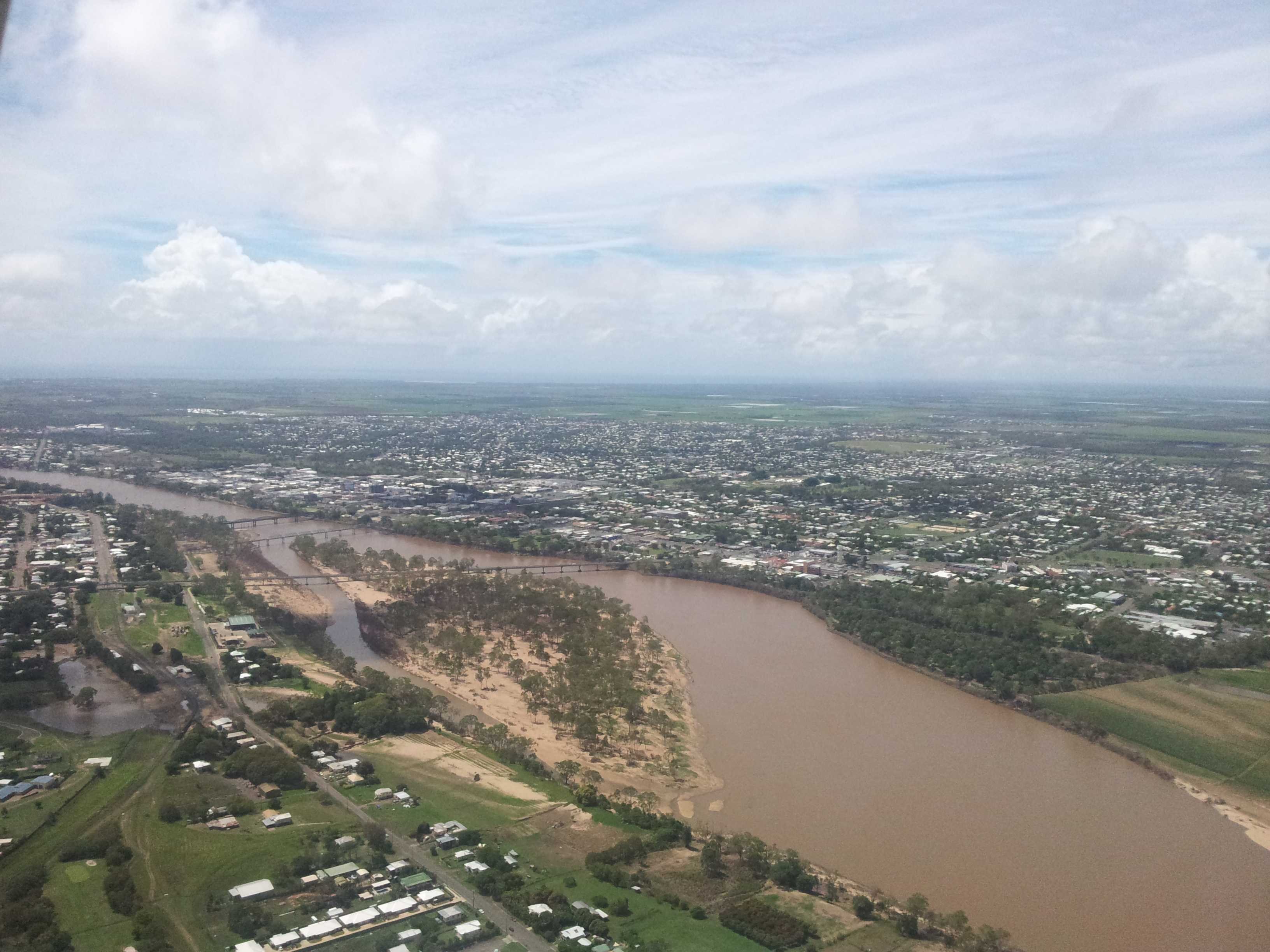
Остров Харриет (Harriet) на реке Бёрнетт в городе Бандаберг, штат Квинсленд, Австралия, после наводнения в январе 2013 года